# Elissa (piosenkarka)
Ilisar Zakarijja Churi (arab. إليسار زكريا خوري, Ilīsār Zakariyyā Khūrī; ur. 27 października 1972 w Dajr al-Ahmar) znana pod pseudonimem Elissa – libańska piosenkarka.

## Dyskografia
- 1998: Baddi dub
- 2000: Wa-achirta ma’ak
- 2002: Ajszalak
- 2004: Ahla dunja
- 2006: Bastannak
- 2007: Ajjami bik
- 2009: Tasadduk bi-min
- 2012: Asad wahda

## Albumy
- 2011: Best of Elissa